# Marc Lotz
Marc Lotz (Valkenburg, 19 oktober 1973) is een Nederlands voormalig profwielrenner. Hij was wielerprofessional van 1997 tot en met 2005. Lotz woont in Maastricht in Nederland.

## Loopbaan
Marc Lotz reed het grootste deel van zijn loopbaan voor Rabobank. In deze tijd was hij voornamelijk als knecht actief, vaak voor Michael Boogerd. Een enkele keer mocht hij ook voor eigen kansen rijden, wat hem als voornaamste overwinning de Ronde van de Haut-Var in 2004 opleverde. Andere overwinningen zijn: Brussel – Opwijk (1997), Ronde van Wateringen en Hattem (1999) en de Profronde van Heerlen (2004).
Lotz stond in 2003 voor de vierde keer aan de start van de Ronde van Frankrijk, nadat de Limburger in 2002 nog buiten de ploeg gelaten werd. Een valpartij maakte een einde aan zijn deelname. Lotz stelde zijn Tourticket veilig door zijn goede optreden in de Route du Sud. Hij moest de ronde echter alweer snel verlaten na een valpartij in de eerste etappe. Ook in 2004 nam Lotz deel aan de Tour de France. In deze editie werd hij een keer vijfde en een keer zesde in een etappe.
In augustus 2004 maakte Lotz bekend de Rabobankploeg aan het eind van dat jaar te verlaten. Van het begin van het seizoen 2005 tot 1 juni van dat jaar reed hij voor Quick•Step - Innergetic. Hij liet echter op 1 juni zijn contract ontbinden, nadat bij een gerechtelijk onderzoek epo bij hem thuis was aangetroffen en hij ook had bekend het middel gebruikt te hebben. Zijn ploeg accepteerde het ontslag. Het dopinggebruik kwam hem te staan op een schorsing van 2 jaar voor het wielrennen in het algemeen, en voor 4 jaar voor de Pro Tour.
Na de schorsing maakte hij zijn studie voor wiskundeleraar aan de lerarenopleiding af en werkte als wiskundeleraar aan op havo-vwo school te Sittard.
In januari 2007 werd bekend dat Lotz na afloop van zijn tweejarige schorsing (eind mei) een contract zou tekenen bij de Nederlandse amateurploeg Löwik Meubelen. Lotz debuteerde in de 22ste editie van de Parel van de Veluwe op woensdag 6 juni waar hij 82ste werd in een klassement met 89 renners. Tijdens het Nederlands Kampioenschap behaalde hij een 19e plaats en hij werd daarmee derde van de renners zonder profcontract. Na de zomer hoopte hij onder contract te komen bij een professioneel team en zegde zelfs zijn baan als wiskundeleraar op.
Lotz maakte mondelinge afspraken met Britse formatie Pedaltech-Cyclingnews.
In december van dat jaar gaf de teamleiding echter aan de voorkeur te hebben voor twee Engelse wielrenners. Op 19 december 2007 maakte Lotz bekend dat hij per direct stopt met zijn loopbaan als wielrenner nadat het contract bij Pedaltech-Cyclingnews niet door bleek te gaan. Lotz werkt thans als wiskundeleraar op een middelbare school in Kerkrade.
Op vrijdag 3 oktober 2008 werd Lotz door een Belgische rechtbank veroordeeld tot een boete van 16.500 euro, waarvan 8250 voorwaardelijk, wegens het gebruik van het verboden middel epo. Oorspronkelijk was er naast een boete van 17.000 euro ook een onvoorwaardelijke celstraf van een half jaar geëist.
Op zondag 20 januari 2013 maakte Lotz op de Limburgse televisiezender L1 kenbaar dat hij in 2001 in contact kwam met epo toen hij nog in dienst reed van de Rabobankploeg. Hij deelde hierbij mede dat hij op eigen initiatief, maar wel onder begeleiding van een arts, epo en cortisonen gebruikte. Van groeihormonen maakte hij gelet op de gezondheidsrisico's geen gebruik. Evenmin maakte hij gebruik van bloedtransfusies.

## Belangrijkste overwinningen
1996
- Fleche du Sud

1997
- Brussel-Opwijk
- 5e etappe Teleflex Tour
- 9e etappe Circuito Montañés

2004
- Ronde van de Haut-Var

## Resultaten in voornaamste wedstrijden
| Jaar | Ronde van Italië | Ronde van Frankrijk | Ronde van Spanje |
| ---- | ---------------- | ------------------- | ---------------- |
| 1998 |                  |                     | 103e             |
| 1999 |                  | 72e                 |                  |
| 2000 |                  | 56e                 |                  |
| 2001 |                  | 93e                 | 100e             |
| 2002 | 70e              |                     |                  |
| 2003 |                  | opgave              |                  |
| 2004 |                  | 90e                 |                  |
| 2005 |                  |                     |                  |

| Jaar | Milaan-San Remo | Ronde van Vlaanderen | Amstel Gold Race | Luik-Bast.‑Luik | Ronde van Lombardije | Brabantse Pijl | Waalse Pijl |  | WK op de weg |  | Wereldranglijsten |
| ---- | --------------- | -------------------- | ---------------- | --------------- | -------------------- | -------------- | ----------- |  | ------------ |  | ----------------- |
| 1998 |                 |                      |                  |                 | 39e                  |                |             |  |              |  |                   |
| 1999 |                 |                      | 58e              |                 |                      |                |             |  | 48e          |  |                   |
| 2000 |                 |                      | 93e              | 102e            | 27e                  | 14e            | 96e         |  | 46e          |  |                   |
| 2001 | 93e             |                      | 12e              | 49e             | 34e                  | 6e             | 42e         |  | 55e          |  | 32e (UWB)         |
| 2002 | 19e             |                      | 12e              | 109e            |                      |                |             |  |              |  |                   |
| 2003 | 18e             |                      | 63e              |                 |                      | 14e            | 43e         |  |              |  |                   |
| 2004 |                 |                      | 39e              | 84e             |                      | 6e             |             |  |              |  |                   |
| 2005 |                 | 26e                  | 31e              |                 |                      | ↑              |             |  |              |  |                   |

## Ploegen
- 1997 - 2004 Rabobank
- 2005 Quick•Step - Innergetic
- 2007 Löwik Meubelen